# Canal Revillagigedo
Le canal Revillagigedo est un fjord d'Alaska aux États-Unis.

## Description

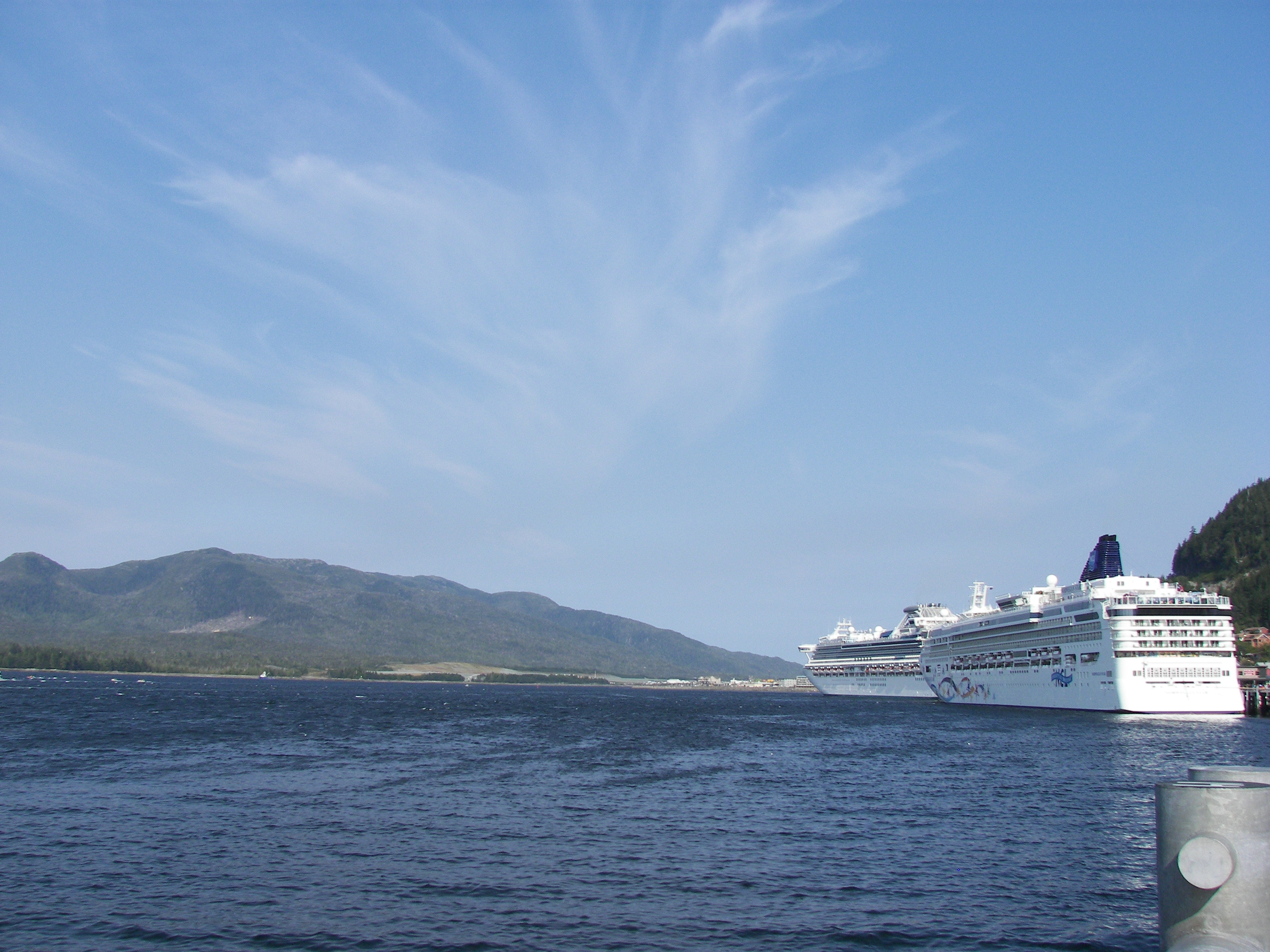
Le canal Revillagigedo à Ketchikan

Il est situé dans l'archipel Alexandre. Long de 35 milles (56 km), il s'étend entre le continent à l'est, l'île Revillagigedo au nord, et l'île Duke et l'île Annette au sud-ouest. Il fait partie du passage Intérieur.
Son nom lui a été donné en l'honneur de Juan Vicente de Güemes Padilla Horcasitas y Aguayo, deuxième Comte de Revillagigedo, en 1793.
Le Phare de la pointe Tree y est situé, il représente une importante aide à la navigation dans le secteur.

## Sources et références
- (en) « Canal Revillagigedo », Geographic Names Information System

- (en) Cet article est partiellement ou en totalité issu de l’article de Wikipédia en anglais intitulé « Revillagigedo Channel » (voir la liste des auteurs).